# 南浦紹明

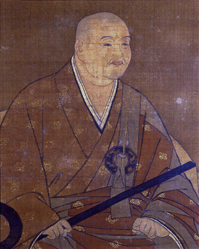
南浦紹明像

南浦紹明（なんぽじょうみょう、嘉禎元年（1235年）- 延慶元年12月29日（1309年2月9日））は、鎌倉時代の臨済宗の僧。出自については不詳だが、現在の静岡県静岡市葵区井宮町にあたる駿河国安倍郡安西井宮村の出身。道号は南浦。勅諡号は円通大応国師。

## 生涯
幼くして駿河国建穂寺に学び、建長元年（1249年）には鎌倉建長寺の蘭渓道隆に参禅した。正元元年（1259年）、宋に渡って、虚堂智愚の法を継いだ。文永4年（1267年）、日本に帰国して建長寺に戻り、その後は文永7年（1270年）には筑前国興徳寺、文永9年（1272年）には太宰府の崇福寺の住持をつとめた。崇福寺に住した約33年は、蒙古襲来に現地司令官として対応した少弐氏の外交顧問、家庭導師を務めた。嘉元2年（1304年）、後宇多上皇の招きにより上洛し万寿寺に入る。徳治2年（1307年）、鎌倉に戻り建長寺の住持となったが、延慶元年12月29日（1309年2月9日）に75歳で死去した。門下には宗峰妙超（大燈国師）、恭翁運良などがいる。
没後の延慶2年（1309年）、後宇多上皇から「円通大応」の国師号が贈られたが、これは日本における禅僧に対する国師号の最初である。南浦紹明（大応国師）から宗峰妙超（大灯国師）を経て関山慧玄へ続く法系を「応灯関」といい、現在、日本臨済宗はみなこの法系に属する。

## 史跡
大応国師産湯の井-静岡県静岡市葵区井宮町には、紹明出生の際に産湯の水を汲んだ井戸とされるものがある（所在地）。昭和37年（1962年）10月19日に静岡市の文化財（史跡）として指定されている。
円通大応国師墓-神奈川県鎌倉市、常楽寺の仏殿裏に、同寺の開基北条泰時墓、江戸期の再中興・龍淵胤和尚墓と
並んで置かれている。常楽寺は「常楽は建長の根本なり」と言われ、南浦紹明が住持を務めた建長寺と密接な関係にある。

## 伝記・著作
- 荒木見悟訳著 『禅入門3　大応 語録』 講談社、1994年（平成6年）
  - 初版（上版は一部改訂）『日本の禅語録 第3巻　大応』、1978年（昭和53年）
  - 選書判『大応国師語録　禅の古典2』、1982年（昭和57年）- 抄版

## 注
1. ↑  “静岡市指定文化財一覧” (2022年4月1日). 2024年1月6日閲覧。